# Віталій Кличко — Коррі Сандерс
Віталій Кличко — Коррі Сандерс (англ. Vitali Klitschko vs. Corrie Sanders), також відомий під назвами «Нехай почнеться нова ера» (англ. Let the next era begin) і «Третя помста брата» — 12-раундовий боксерський поєдинок за вакантні титули чемпіона світу за версіями у важкій вазі WBC та журналу «Ринг». Бій відбувся 24 квітня 2004 року в Стейплс-центрі (Лос-Анджелес, США).
Під час поєдинку домінував Віталій Кличко. У 1-му раунді Сандерсу вдалося потрясти Кличка-старшого лівим кросом, але той зумів встояти на ногах, відпочити в перерві та продовжити поєдинок. Починаючи з 2-го раунду, Сандерс почав катастрофічно швидко втомлюватися, і до 4-го раунду він остаточно втратив швидкість, а його найнебезпечніші удари — ліві кроси — перетворилися на поштовхи. До кінця 8-го раунду південноафриканський боксер остаточно перестав захищатись від акцентованих ударів Кличка. Це змусило рефері втрутитися та зупинити поєдинок. Перемогу технічним нокаутом було присуджено Віталію Кличку.
Після цього бою Віталій Кличко провів один успішний захист титулу, потім зробив перерву у кар'єрі. У жовтні 2008 року він повернувся в бокс, перемігши тодішнього чемпіона світу за версією WBC Семюеля Пітера, і повернув собі чемпіонський титул. Кличко-старший провів кілька успішних захистів титулу, після чого у 2012 році остаточно завершив кар'єру.
Сандерс після бою з Віталієм Кличком провів ще чотири поєдинки проти маловідомих суперників, у трьох із яких переміг.

## Передісторія
8 березня 2003 року в Ганновері відбувся поєдинок між молодшим братом Віталія, Володимиром Кличком, та Корі Сандерсом. Фаворитом у поєдинку вважався Кличко-молодший. Однак під час поєдинку домінував Сандерс: він чотири рази відправляв Володимира в нокдаун і виграв бій технічним нокаутом у 2-му раунді. Після цієї перемоги Сандерс піднявся у світових боксерських рейтингах і став одним з основних претендентів на титул чемпіона світу за версією WBC.
21 червня 2003 року відбувся поєдинок між Віталієм Кличком та тодішнім чемпіоном за версіями WBC та IBO Ленноксом Льюїсом. Поєдинок проходив із перевагою Віталія Кличка. Віталій, проте, отримав розсічення, яке з кожним раундом збільшувалося, через що рефері довелося зупинити поєдинок. У результаті перемогу технічним нокаутом у 6-му раунді було присуджено Льюїсу.
2 липня 2003 року в інтерв'ю газеті Sport news Льюїс заявив, що вже почалися переговори про матч-реванш, який передбачалося провести в листопаді-грудні того ж року. Попередньо він був призначений на 6 грудня, але 5 серпня директор боксерського клубу Universum, за який на той момент виступали брати Клички, заявив, що, за повідомленням Льюїса, той не планує проводити бої до кінця 2003 року.
Замість поєдинку-реваншу Кличка — Льюїс 6 грудня 2003 року відбувся бій Віталія Кличка проти Кірка Джонсона: на кону стояла можливість бою з Льюїсом за титул чемпіона світу в надважкій вазі за версією WBC. Поєдинок завершився перемогою Кличка технічним нокаутом у 2-му раунді.
Наприкінці 2003 року в Москві відбувся конгрес WBC, на якому Сандерс заявив, що готовий відмовитися від титулу чемпіона світу за версією WBO, щоб отримати можливість боксувати за титул чемпіона світу за версією WBC. Спочатку планувалося, що перед поєдинком за титул WBC Сандерс проведе відбірковий поєдинок, однак у результаті було ухвалено рішення обійтися без нього.
6 лютого 2004 року Леннокс Льюїс написав відкритий лист, у якому оголосив про завершення своєї кар'єри професійного боксера, і титул чемпіона світу за версією WBC став вакантним. Основними претендентами на нього стали українець Віталій Кличко та південноафриканець Коррі Сандерс, які займали, відповідно, 1-й та 2-й рядки у рейтингу WBC. Суперником Коррі Сандерса, який посідав 2-гу позицію в рейтингу WBC, став український боксер Віталій Кличко, який посідав 1-шу позицію в цьому ж рейтингу. Це був перший бій, організований промоутерською компанією К2 Promotions, що належить братам Кличкам. Крім того, в організації поєдинку брали участь німецька промоутерська компанія Universum та американський телеканал HBO.
Російський спортивний журналіст Олександр Біленький вказував на напружений емоційний стан Віталія перед поєдинком, викликаний тим, що за два тижні до поєдинку Віталій Кличко — Коррі Сандерс його молодший брат Володимир Кличко програв технічним нокаутом американцю Леймону Брюстеру в бою за вакантний титул чемпіона світу.

## Перебіг поєдинку
Поєдинок розпочався напружено для обох боксерів. У другій половині 1-го раунду Віталій Кличко зумів провести кілька ударних комбінацій, які дісталися Сандерса. Ці удари не були акцентованими і ніяк не вплинули на Сандерса. У відповідь південноафриканець пробив акцентований лівий крос, яким зумів потрясти Віталія. Помітивши це, Сандерс спробував відправити Кличка-старшого в нокауту, але безрезультатно. За 7 секунд до закінчення 1-го раунду Віталій Кличко послизнувся та впав на настил рингу.
На початку 2-го раунду Сандерсові вдалося успішно контратакувати та провести акцентований лівий крос, але Кличко його витримав. Після цього український боксер перехопив ініціативу та продовжив атакувати Сандерса. До кінця раунду південноафриканець виглядав стомленим, його руки були опущені, а дихання збите.
За весь 3-й раунд Сандерсові вдалося дістати Кличка лише одним лівим кросом. У відповідь Віталій викинув симетричний удар праворуч. Користуючись перевагою у зрості, Кличко тримав супротивника на дистанції, постійно викидаючи джеби (прямі удари) лівою рукою.
Починаючи з 4-го раунду Сандерс через втому вже не міг пробити лівий крос із колишньою швидкістю. Він спробував замінити крос лівим хуком (бічним ударом), але й цей удар не діставав до цілі, оскільки Коррі, намагаючись збільшити силу удару, робив надто широкий замах.
Наприкінці 5-го раунду Кличко-старший викинув у Сандерса серію акцентованих ударів, але не встиг нокаутувати його до гонгу (сигнал про закінчення раунду).
У 6-му раунді південноафриканець остаточно втратив швидкість удару, а його удари перетворилися на поштовхи. Кличко дедалі частіше пробивав різноманітні акцентовані удари, які здебільшого доходили до мети. За словами Олександра Біленького, «полем битви давно вже був не сам ринг, а обличчя Сандерса, бо всі бойові дії відбувалися лише там».
У 7-му та 8-му раундах Кличко-старший продовжував нарощувати свою перевагу. До кінця 8-го раунду Коррі Сандерс остаточно знесилів і перестав захищатися від акцентованих ударів Кличка. Це змусило рефері поєдинку Джона Шорле втрутитися та зупинити його.
Перемогу було присуджено Віталію Кличку з формулюванням TKO8 (технічний нокаут у 8-му раунді).

### Статистика ударів
| Боксери        | Раунд            | 1     | 2     | 3     | 4     | 5     | 6     | 7     | 8     | Усього  |
| -------------- | ---------------- | ----- | ----- | ----- | ----- | ----- | ----- | ----- | ----- | ------- |
| Віталій Кличко | Влучань/всього   | 15/33 | 18/50 | 26/52 | 13/30 | 38/57 | 37/63 | 37/54 | 46/74 | 230/413 |
| Віталій Кличко | Відсоток влучань | 45    | 36    | 50    | 43    | 67    | 59    | 69    | 62    | 56      |
|                |                  |       |       |       |       |       |       |       |       |         |
| Коррі Сандерс  | Влучань/всього   | 15/52 | 6/28  | 7/40  | 4/12  | 1/16  | 8/37  | 3/18  | 7/26  | 51/229  |
| Коррі Сандерс  | Відсоток влучань | 29    | 21    | 18    | 33    | 6     | 22    | 17    | 22    | 22      |

## Після бою
Після поразки від Кличка-старшого кар'єра Сандерса почала занепадати. Він провів три рейтингові поєдинки проти маловідомих боксерів, у яких здобув перемоги. 2 лютого 2008 року він провів свій останній поєдинок на професійному рингу, програвши нокаутом Осборну Мачімані (14-5-1) у бою за титул чемпіона Південної Африки у важкій вазі. Після поразки від Мачімани Сандерс вирішив остаточно завершити кар'єру.
Після перемоги над Сандерсом Віталій Кличко провів ще один поєдинок, 11 грудня 2004 року, проти британця Денні Вільямса (32-3), який у своєму попередньому поєдинку переміг Майка Тайсона. Поєдинок проходив із перевагою Віталія Кличка та завершився його перемогою технічним нокаутом у 8-му раунді. Кличко-старший не лише захистив титул чемпіона світу за версією WBC, а й завоював вакантний титул чемпіона за версією журналу «Ринг».
У 2005 році Віталій Кличко планував захистити титул у бою проти Хасіма Рахмана, але поєдинок кілька разів переносили через травми Кличка. У кінці 2005 року Віталій оголосив про завершення спортивної кар'єри, і титул чемпіона світу знову став вакантним.
11 жовтня 2008 року Віталій Кличко повернувся на ринг і, перемігши чинного чемпіона світу за версією WBC Семюеля Пітера (30-1), повернув собі чемпіонський титул.